# بينيفايبرات
بينيفايبرات (Binifibrate) دواء خافض للكوليسترول ينتمي إلى مجموعة الفايبرات وهو مشتق من كلوفايبرات وحامض النيكوتينيك .
غير متوفر عالميا لكنه متوفر في إسبانيا تحت اسمين تجاريين هما أنتوبال (Antopal) وبينيواس (Biniwas) .